# The Prime Mover
"The Prime Mover" is een aflevering van de Amerikaanse televisieserie The Twilight Zone.

## Plot

### Opening
Portrait of a man who thinks and thereby gets things done. Mr. Jimbo Cobb might be called a prime mover, a talent which has to be seen to be believed. In just a moment, he'll show his friends and you how he keeps both feet on the ground and his head in the Twilight Zone.
— Rod Serling

### Verhaal
Ace Larsen ontdekt dat zijn partner, Jimbo Cobb, telekinetische krachten bezit nadat deze een bestuurder van een verongelukte auto helpt. Ace wil deze krachten gebruiken om het te gaan maken in Vegas en neemt zijn vriendin Kitty mee. Ace wint dankzij Jimbo de jackpot, maar dat is nog niet genoeg voor hem. Kitty vindt deze manier van winnen maar niets en verlaat Ace. Ace trekt zich er niet veel van aan en maakt een van de vrouwen in het casino het hof. Hij is ervan overtuigd dat hij onverslaanbaar is. Maar dan gaat het opeens mis wanneer Jimbo’s telekinese onverwacht faalt en Ace alles verliest. Dit verlies doet Ace ontwaken uit zijn droom. Nu hij weer met beide benen op de grond staat, gaat hij naar huis en vraagt Kitty ten huwelijk. Ondertussen laat Jimbo zijn bezem vallen en de kijker ziet dat hij het ding weer oppakt door middel van telekinese.

### Slot
Some people possess talent, others are possessed by it. When that happens, the talent becomes a curse. Jimbo Cobb knew, right from the beginning. But before Ace Larsen learned that simple truth, he had to take a short trip through the Twilight Zone.
— Rod Serling

## Rolverdeling
- Dane Clark : Ace Larsen
- Buddy Ebsen : Jimbo Cobb
- Jane Burgess : Sheila
- Christine White : Kitty Cavanaugh
- William Keene : Desk clerk

## Achtergrond
- De term "prime mover" vindt zijn oorsprong in de werken van Aristoteles en refereert aan “het wezen buiten het universum”. Later interpreteerde St. Thomas Aquinas de term als een referentie naar God toen hij de Griekse en Romeinse geschiedenis bestudeerde.
- Het verhaal van deze aflevering werd geschreven door Charles Beaumont, gebaseerd op een nooit gepubliceerd verhaal van George Clayton Johnson.